# 再見螢火蟲 (台灣電視劇)
《再見螢火蟲》由寰宇娛樂發行，新亞洲娛樂集團投資拍攝，於2002年1月7日開鏡，同年3月27日台灣電視公司主頻道首播。中國譯為《閃亮的日子》。結合香港天下電影公司馬偉豪監製與策劃，以及台灣果昱影像製作有限公司 （页面存档备份，存于）王毓雅和香港亚洲电视台编导李慧珠執導，主角選擇香港關建瑩、袁耀發，並使用HD240P拍攝手法，呈現16比9畫面格式，有如看電影般，使觀眾對電視劇有煥然一新效果。這是陳寶蓮生前最後一部作品。

## 播出時間
- 首播：2002年3月27日—2002年6月19日，每周三21時~22時。

## 電視小說介紹
是由余毓興（筆名「稻草人」）著作電視小說，台視文化於2002年6月11日發行。分成12章節：
1. 相識
2. 再相遇
3. 期待的新生
4. 轉變
5. 放棄
6. 傷害
7. 變心
8. 遺忘
9. 付出
10. 悔恨
11. 明白
12. 再見螢火蟲

## 音樂
專輯名「再見螢火蟲」電視劇原聲帶，由新亞洲娛樂在2002年5月9日發行。
| 曲別   | 歌名           | 演唱者         | 作詞   | 作曲   | 編曲                |
| 片頭曲 | 再見螢火蟲     | 袁耀發         | 稻草人 | 稻草人 | 呂紹淳              |
| 插 曲  | Love Forever   | 袁耀發         | 稻草人 | 李奇駱 | 褚鎮東、Barry Chung |
| 插 曲  | 還不夠快樂嗎   | 葉安婷         | 稻草人 | 稻草人 | 羅堅                |
| 插 曲  | 這一秒         | 湯鈞禧         | 稻草人 | 稻草人 | 褚鎮東、Barry Chung |
| 插 曲  | 只要你留下來   | 湯鈞禧         | 稻草人 | 稻草人 | 呂紹淳              |
| 插 曲  | 過冬           | 鍾汶           | 稻草人 | 稻草人 | 呂紹淳              |
| 插 曲  | 原諒           | 陳曉淇         | 稻草人 | 稻草人 | 褚鎮東、Barry Chung |
| 插 曲  | 次序           | 袁耀發、陳曉淇 | 稻草人 | 稻草人 | 呂紹淳              |
| 片尾曲 | 親愛的你在哪裡 | 袁耀發         | 稻草人 | 稻草人 | 金培達              |

## 故事簡介
許瑩（關建瑩飾）生長在一個極度重男輕女的貧苦家庭中，懂事又乘巧的她平時稍有不慎，便會遭到父母的打罵。小學六年級的某個冬夜，弟弟許拓（郭鑫飾）為了煮麵而釀成大火，拓從此跛了一隻腳，而瑩的左肓也被在火留下了一大片疤痕。在醫院裡，許瑩獨自面對孤寂，感受著沒有親人疼愛的淒涼。此時的瑩幸運的遇見了一對來自台北的兄弟，樂觀開朗的顧子謙（袁耀發飾）和患有心臟病的弟弟顧子山（吳懷中飾）因同情許瑩的遭遇，對她疼愛有加，這令許瑩小小的心靈中，點燃起希望的火花。許瑩在醫院的日子裡，于謙和子山為她帶來了生命中從來沒有的陽光。予謙曾對許瑩說過，螢火蟲的靈魂會依附在她的傷疤裡，永遠守護著她，直至一生一切。可惜快樂的日子總是短暫的，當許瑩做完植皮手術後，顧家兄弟已離開了台北，留下的只有一隻螢火蟲守護神。之後的許瑩也隨父母移居，投靠香港的親戚。 
八年後，在葬禮最困窘的時候，子謙與她在香港不期而遇，子謙幫助她到台灣大學就讀。在不知不覺中，二人壓抑了八年的情感終於爆發了出來。與此同時，許瑩也在大學校園裡遇到了子山，子山深深被瑩吸引著，子謙眼見子山對瑩產生了著魔般的迷戀，唯有將對許瑩的愛情深埋於心底，這段三人間糾纏不清的愛情，在不知不覺間將他們推入了無法自拔的深淵…… 
意外的是，許瑩在一次交通事故中，失去了記憶，無意中闖進了富子弟恭家希（湯鈞禧飾）和柯惠美（邱琦雯飾）的愛情漩渦中，對許瑩的深深愛戀，使得恭家希甘願放棄一切名利和寶貴，但在許瑩的腦海裡一直有一個熟悉的身影揮之不去，困擾著她，令她痛苦不堪。

## 演員列表
- 袁耀發飾 顧子謙
- 湯鈞禧飾 恭家希
- 關建瑩飾 許瑩
- 郭晉東飾 許拓
- 葉安婷飾 安婷
- 邱琦雯飾 柯惠美
- 陳寶蓮飾 PUB老板娘(客串)
- 吳懷中飾 顧子山
- 溫翠蘋飾 子謙母
- 湯志偉飾 子謙父
- 陳浩民飾 (客串)

## 外部連結
- 台灣電影網-電影工作者王毓雅
- KingNet影音台-人物查詢王毓雅
- 台港合作偶像劇「再見螢火蟲」 （页面存档备份，存于）
- 陳浩民客串「再見螢火蟲」演跛腳

| 臺灣台視 九點檔（星期三21:00~22:00）節目 | 臺灣台視 九點檔（星期三21:00~22:00）節目 | 臺灣台視 九點檔（星期三21:00~22:00）節目 |
| ---------------------------------------- | ---------------------------------------- | ---------------------------------------- |
|                                          | 再見螢火蟲 （2002.3.27 – 2002.6.19 ）    |                                          |
| —                                        | —                                        |                                          |